# Osilnica
Osilnica je obmejno obcestno naselje z gručastim jedrom in zaselkom Potuharico. Naselje je središče istoimenske občine. Leži v dolini reke Kolpe, na ravni terasi, imenovani tudi Osilniško polje oziroma Osilniška dolina.
Naselje je središče zgornje doline reke Kolpe in izhodišče za izlete po reki in v okolico. Tu je imela tovarna Liv iz Postojne manjši obrat. Južno od naselja je sotočje rečice Čabranke in Kolpe, ki priteče z juga, iz Hrvaške.

## Zgodovina
Skupaj s cerkvijo svetega Petra in Pavla se kraj prvič omenja leta 1363, ko naj bi bila tudi ustanovljena župnija. Kraj je doživel več roparskih pohodov martolozov in Vlahov.
Osilnica je zaradi obmejne lege že zgodaj dobila mitnico, saj so trgovali proti morju (največ proti Reki, manj na Kras in Furlanijo)  in kasneje tudi proti Karlovcu.
V času Marije Terezije je postala Osilnica središče občine, katere meje so se spreminjale. Znotraj osilniške občine sta bili nekaj časa Trava in Draga, ter Srebotnik. V času Napoleonovih Ilirskih provinc je bila podobčina v Občini Kočevska Reka, ki je bila del Kočevskega kantona. Po upravni ureditvi habsburške monarhije je Osilnica sodila pod Okraj Kočevje in Okrožje Novo mesto.
Osilnica je imela najprej »nedeljsko šolo«, leta 1857 pa je dobila osnovno šolo. Zaradi velikega števila otrok (preko 200) in precejšnje oddaljenosti nekaterih vasi, so pred prvo svetovno vojno odprli še šoli v Papežih in Bosljivi Loki.
V Osilnici se je rodil kipar Stane Jarm.